# Enrico Rossi
Enrico Rossi (Cesena, Emília-Romanya, 5 de maig de 1982) és un ciclista italià, professional des del 2006 al 2014.
En el seu palmarès destaca la victòria al Memorial Marco Pantani de 2008 i la Volta a Eslovàquia del 2012.

## Palmarès
- 2006
  - 1r a la Milà-Tortona
  - 1r al Circuit Castelnovese
- 2007
  - Vencedor d'una etapa de la Volta a Eslovènia
- 2008
  - 1r al Memorial Marco Pantani
- 2009
  - Vencedor d'una etapa del Circuit de La Sarthe
- 2010
  - 1r a la Dwars door Drenthe
- 2012
  - 1r a la Volta a Eslovàquia i vencedor de 2 etapes
  - Vencedor d'una etapa a la Volta a Grècia
  - Vencedor d'una etapa a la Volta a Sèrbia
  - Vencedor d'una etapa al Giro de Padània